# Saint-Bonnet-de-Bellac
Saint-Bonnet-de-Bellac (tiếng Occitan: Sent Bonèt (de Belac)) là một xã của tỉnh Haute-Vienne, thuộc vùng Nouvelle-Aquitaine, miền trung nước Pháp.